# Obertopfstedt
Obertopfstedt ist ein Ortsteil von Topfstedt im Kyffhäuserkreis in Thüringen.

## Lage
Obertopfstedt liegt etwa 500 Meter westlich von Niedertopfstedt an der Kreisstraße 12 mit Anschluss an die 500 Meter weiter westlich vorbeiführende Bundesstraße 4. Die Gemarkung des Ortsteils liegt im Thüringer Hügelland des Thüringer Beckens. Am Ortsrand befindet sich ein kleines Waldstück, welches oft „Wäldchen“ genannt wird.

## Geschichte
Der Ort Topfstedt wurde 822–842 urkundlich genannt. Obertopfstedt wurde erstmals 1224 urkundlich erwähnt. Niedertopfstedt (=Topfstedt) wurde 1271 bezeichnet, so dass man vor dieser Zeit beide Dörfer meinte.
Eine Kirche wurde 1826 anstelle eines Vorgängerbaus errichtet.
Obertopfstedt gehörte bis 1815  zum kursächsischen Amt Weißensee. Durch die Beschlüsse des Wiener Kongresses kam er zu Preußen und wurde 1816 dem Landkreis Weißensee im Regierungsbezirk Erfurt der Provinz Sachsen zugeteilt, zu dem er bis 1944 gehörte. Das Herrenhaus des Gutes wurde nach 1945 abgerissen.

## Personen
- Karl von Schenk (1830–1890), preußischer Generalmajor